# Memories & Melodies
《Memories & Melodies》는 2001년 4월 13일에 발매된 대한민국 여자 그룹 핑클의 리메이크 앨범(3.5집)이다. 총 12곡의 트랙으로 구성되어 있고, 전체 러닝타임은 43분 19초다.

## 설명
- 핑클이 전곡을 감독하였다.[출처 필요]
- 핑클 앨범 가운데 처음으로 강화문레코딩스튜디오에서 녹음하지 않았고, 프로듀서 변상복과 작업하지 않은 음반이다.
- 수록곡 중 일부는 핑클의 공식 홈페이지를 통해 의견을 수렴받아 수록하였다.
- 〈당신은 모르실꺼야〉에서는 추가 가사를 작사하였다.
- 뮤직비디오에서 오토바이 장면은 헬멧 미 착용의 이유로 뮤직비디오 방송 금지를 당한 적이 있다.
- 〈사랑하기 때문에〉는 저작권의 이유로 미수록 되었지만 방송에서는 선 보인 적이 있다.
- 컴퓨터로 재생할 경우 ‘핑클 스폐셜 동영상 모음’을 감상할 수 있다.

## 보도자료
- 봄에 만나는 상큼한 네요정. 푸릇푸릇 돋아오른 새싹처럼 기분을 상쾌하게 해줄 핑클의 Memories & Melodies. 
요즘처럼 편집앨범이나 리메이크 앨범이 흔한 때에 핑클이 리메이크 앨범을 서비스차원에서 기획 선사한다. 리메이크 앨범들의 특징은 10~20대에게는 전에 들어본 음악을 새롭게 들을기회를 30~40대에게는 자신들의 젊은 시절을 기억을 되돌아보게 하는 정겨운 음악을 선사한다는 점이다. 그런 면에서 여러나이의 팬층을 확보할 기회를 마련할 수도 있다.
- 핑클은 이미 히트된 명곡들을 핑클의 분위기에 맞게 리메이크 했는데 박진영의 '너의 뒤에서' , 이예린의 '늘 지금처럼'은 새노래라 해도 될 정도로 리메이크가 잘된 곡들이다. 또한 이미 여러 방송매체를 통해 알려졌듯이 혜은이의 '당신은 모르실거야'는 타이틀곡으로 핑클 4명이 쉬리, 귀여운 여인, 러브레터, 천장지구의 영화의 여주인공으로 뮤직 비디오를 촬영했고 그들만의 서로 다른 4가지 사랑색을 보여준다.
- 이번 앨범은 원곡과 다른 색깔 그리고 비슷한 분위기라면 핑클만의 상큼함과 발랄함을 입히는데 성공했다는 것. 핑클이 선사하는 핑클만의 리메이크 앨범은 어떨까? 하는 궁금증을 가지고 핑클의 음악을 한번 들어보자!!

## 수록곡
1. 너의 뒤에서
  - 작사·작곡 : 김형석 / 편곡 : 김지웅
2. 늘 지금처럼
  - 작사·작곡 : 권태은
3. 당신은 모르실꺼야
  - 작사·작곡 : 길옥윤 / 편곡 : 류형섭
4. 눈동자
  - 작사·작곡 : 신해철 / 편곡 : 박용하
5. 질투
  - 작사 : 최연지, 이순자 / 작곡 : 김지환 / 편곡 : 김승현
6. 너의 마음을 내게 준다면
  - 작사 : 최연제 / 작곡 : J.CARBON / 편곡 : 장준호
7. 한 번만 더
  - 작사 : 전상진 / 작곡 : 김성호 / 편곡 : 권태은
8. 어떤 그리움
  - 작사 : 오승훈 / 작곡 : 임기훈 / 편곡 : 장준호
9. 시간속의 향기
  - 작사 : 강수지 / 작곡 : 윤상 / 편곡 : 김범수
10. 보이네
  - 작사·작곡 : 김명곤 / 편곡 : 신명호
11. 사랑은 유리 같은 것
  - 작사 : 최명섭 / 작곡 : 최귀섭 / 편곡 : 김지웅
12. 그대는 인형처럼 웃고 있지만
  - 작사·작곡 : 강인원 / 편곡 : 권태은

## 뮤직비디오
- 영화를 패러디한 컨셉으로 촬영하였다.
- 이효리: 천장지구 / 옥주현: 쉬리 / 이진: 귀여운 여인 / 성유리: 러브레터

## 핑클 스페셜 동영상
- 컴퓨터로 실행하였을 때 자동 실행되는 부분이다.
- 컨텐츠 목록은 아래와 같다.
  1. 팬들에게 전하는 메시지 (이진-성유리-이효리-옥주현)
  2. 비하인드 스토리 (메이킹 필름)
    1. 뮤직비디오 비하인드 스토리
    2. 자켓 촬영 현장 비하인드 스토리

  3. 미공개 사진

## 방송활동

### 스태프
《Memories & Melodies》 활동 기간의 스태프는 아래와 같다.
- 매니저 : 길종화, 심병철, 고수암
- 스타일리스트 : 런던프라이드 (정보윤 外)
- 안무 : 나나스쿨
- 협찬 : 제일모직 FUBU

### 컴백무대
- 2001년 4월 1일, KBS 자유선언 오늘은 토요일 〈희망의 집짓기〉콘서트에서 비공식 첫 무대를 가졌다.
- 2001년 4월 8일, SBS 인기가요 컴백하였다.
- 〈사랑은 유리같은 것〉, 〈늘 지금처럼〉,〈당신은 모르실꺼야〉을 선보였다.

### 당신은 모르실꺼야
- 웨딩 드레스를 컨셉으로 활동하였다.

### 늘 지금처럼
- 캐쥬얼한 복장을 컨셉으로 하여 활동하였다.